# لارش شرنکویست
لارش شرنکویست (متولد ۱۹۵۵) سیاستمدار و روزنامه نگار اهل سوئد می باشد. شرنکویست میان سال های ۱۹۹۹ تا ۲۰۰۴ در مقام دبیرکل حزب سوسیال دموکرات سوئد قرار داشت. وی همچنین از سال ۱۹۹۱ تا ۱۹۹۸ به عنوان نماینده در پارلمان سوئد حضور داشت.

## زندگینامه
لارش در سال ۱۹۵۵ در موتله، اوستریوتلاند متولد شد.   وی در ۲۴ اکتبر ۱۹۷۵ به حزب سوسیال دموکرات پیوست لارش به عنوان رئیس سازمان اوستریوتلاند حزب انتخاب شد.  بعدها به نورشوپینگ نقل مکان کرد و در آنجا برای یک روزنامه محلی تحت نام  فولکبلادت کار کرد.  وی در ۳۰ سپتامبر ۱۹۹۱ به نمایندگی مجلس انتخاب شد و تا ۱۱ مه ۱۹۹۸ در مجلس حضور داشت.  سپس از سال ۱۹۹۸ تا ۲۰۰۰ به عنوان مدیر کل آژانس ادغام سوئد، که حال منحل گردیده‌است، خدمت نمود.   در سال ۱۹۹۹ او به عنوان دبیرکل حزب سوسیال دموکرات منصوب شد و جایگزین اینگلا تالن در این سمت شد.  دوره ریاست شرنکویست در سال ۲۰۰۴ به پایان رسید و ماریتا اولوسکوگ جایگزین او شد. 
 لارش در سال ۲۰۰۷ به عضویت شورای شهر نورکوپینگ درآمد. بعدها در سال ۲۰۱۰ به مقام رئیس هیئت شهرداری نورشوپینگ منصوب شد  . وی در ماه سپتامبر ۲۰۲۰ از سمت خود استعفا داد.  بعد از استعفای او از سمت خود، به عنوان روزنامه‌نگار برای روزنامه‌های محلی در نورشوپینگ مشغول به کار شد. 